# Седова, Мария Александровна
Мария Александровна Седова (9 июня 1931 — 2003) — передовик советского сельского хозяйства, бригадир совхоза «Детскосельский» Тосненского района Ленинградской области, Герой Социалистического Труда (1979).

## Биография
Родилась в 1931 году в Костромской области в крестьянской семье. Русская.
В первые годы после войны пошла обучаться в ремесленное училище, по окончании которого трудоустроилась на фабрику «Пролетарская победа». В 1953 году сменила место жительство и переехала в совхоз «Деткосельский» в Ленинградскую область. Трудоустроилась разнорабочей. В 1958 году стала работать в парниках, выращивала капусту и огурцы. Позже назначена звеньевой по выращиванию овощей.
Окончив сельскохозяйственную школу стала работать бригадиром совхоза. За 1959—1990 годы угодья увеличились в 5 раз, а производство овощей возросло в 40 раз. Урожайность увеличилась с 44 центнеров до 360.
Указом Президиума Верховного Совета СССР от 12 апреля 1979 года за получение высоких урожаев овощей и другой продукции земледелия Марии Александровне Седовой было присвоено звание Героя Социалистического Труда с вручением ордена Ленина и медали «Серп и Молот».
До выхода на пенсию продолжала работать в совхозе.
Жила в Тосненском районе. Умерла в 2003 году.

## Награды
За трудовые успехи был удостоен:
- золотая звезда «Серп и Молот» (12.04.1979)
- орден Ленина (08.04.1971)
- орден Ленина (12.04.1979)
- орден Трудового Красного Знамени (30.04.1966)
- другие медали.